# Koncertne turneje grupe Aerosmith
Slijedi lista koncertnih turneja američkog hard rock sastava Aerosmith, zajedno s individualnim važnijim koncertnim nastupima.

## Koncertne turneje
| Godina    | Naziv                           | Bilješke |
| --------- | ------------------------------- | --- |
| 1970-1972 | Rani dani                       | 6. studenog 1970. Aerosmith je odsvirao svoj prvi koncert u Nipmuc Regional srednjoj školi u Mendonu, Massachusetts |
| 1973      | Aerosmith turneja               | Počela 25. listopada 1973. |
| 1974      | Get Your Wings turneja          | Počela 9. ožujka 1974. |
| 1975      | Toys in the Attic turneja       | Počela 25. ožujka 1975.; sastav je išao širom Sjeverne Amerike. |
| 1976-77   | Rocks turneja                   | Počela 17. travnja 1976., prva velika turneja. U jesen 1976. Aerosmith je prvi put svirao u Europi. U veljači 1977. sastav je svirao u Japanu prvi put. |
| 1977-78   | Draw the Line turneja           | Počela 21. lipnja 1977., veoma uspješna turneja sastava. Predgrupe su bili AC/DC i Ted Nugent. Većina snimaka s Live! Bootleg s uzete s ove turneje. Aerosmith je svirao na Texas Jam '78 Festivalu 4. srpnja 1978., nastup koji je kasnije izdan na videu 1989.                                         |
| 1978      | Live! Bootleg turneja           | Sastav je izbacio 53 obožavatelja uhićenih za pušenje trave na koncertu u Fort Wayneu, Indiana 3. listopada 1978. |
| 1979-80   | Night in the Ruts turneja       | Počela 8. travnja 1979., prva Aerosmith turneja koja uključuje Jimmyja Crespa na gitari, nakon što je Joe Perry napustio sastav. Steven Tyler pa da na pozornici na koncertu u Portlandu, Maine. |
| 1982      | Rock in a Hard Place turneja    | Uključuje Jimmyja Crespa i Ricka Dufaya na gitarama, nakon što je Brad Whitford napustio sastav. |
| 1984      | "Back in the Saddle" turneja    | Ponovno okupljanje originalne postave, naokn što su se Joe Perry i Brad Whitford pridružili sastavu. Počela 22. lipnja 1984. |
| 1985-86   | Done with Mirrors turneja       | Počela 23. kolovoza 1985. |
| 1987-88   | Permanent Vacation turneja      | Počela 16. listopada 1987., trajući dugo i u 1988. Prva turneja sastava nakon što su prošli program rehabilitacije. Guns N' Roses su bili predgrupa na većini koncerata. |
| 1989-90   | Pump turneja                    | Počela 18. listopada 1989. Velika svjetska turneja sastava, prvi put u Australiji. |
| 1993-94   | Get a Grip turneja              | Svjetska turneja počela 2. lipnja 1993. i trajala 18 mjeseci, prvi put u Južnoj Americi 1994. Sastav je završio turneju s radio prijenosom nastupa u njihovoj Mama Kin's Music Hall U Bostonu. |
| 1997-99   | Nine Lives turneja              | Najdulja turneja u povijesti sastava, nastupali u Sjevernoj Americi, Japanu i Europi. Mnogo nastupa je otkazano zbog ozljeda Stevena Tylera i Joeyja Kramera. Turneja je bila znatno produžena u 1999. zahvaljujući uspjehu "I Don't Want to Miss a Thing" i kompilaciji uživo A Little South of Sanity. |
| 1999-2000 | Roar of the Dragon turneja      | Počela 29. listopada 1999., koncerti pretežito u Japanu. |
| 2001-02   | Just Push Play turneja          | Počela 6. lipnja 2001. u Hartfordu, Connecticut. Sastav je svirao u amfiteatrima i arenama do siječnja 2002. Događaji 11. rujna 2001. su bili uzrok nekoliko odgođenih koncerata. Rockin' the Joint je snimljen s natupa u Las Vegasu. Album Behind the Music sadrži snimke s ove turneje.               |
| 2002      | Girls of Summer turneja         | Nazvana po novom singlu "Girls of Summer", ovo je bila turneja po Sjevernoj Americi kao potpora O, Yeah! The Ultimate Aerosmith Hits, sastav je svirao oko 50 koncerata, uglavnom u amfiteatrima. Kid Rock i Run-DMC su bili predgrupe.                                                                  |
| 2003      | Rocksimus Maximus turneja       | Kratka turneja po Sjevernoj Americi, sastav je udružio snage s Kissom for za kratku turneju po amfiteatrima. Sastav je predstavio novi materijal s nadolazećeg albuma Honkin' on Bobo. |
| 2004      | Honkin' on Bobo turneja         | Kratka turneja počela 11. ožujka 2004., sastav je svirao u arenama u SAD-u i Japanu. You Gotta Move DVD je snimljen s nastupa s početka turneje. Cheap Trick je bio predgrupa. |
| 2005-06   | Rockin' the Joint turneja       | Sastav je svirao u arenama u većim sjevernoameričkim središtima, od 30. listopada 2005. do 2. ožujka 2006. Lenny Kravitz je bio predgrupa. Sastav je trebao odraditi kratki dio turneje s Cheap Trickom kao predgrupom, ali je otkazan kad je Steven Tyler trebao imati operaciju grla.                  |
| 2006      | Route of All Evil turneja       | Sastav se udružio s Mötley Crüe za turneju u jesen 2006. koja je odvela sastav u 50-ak većih sjevernoameričkih središta 5. rujna do 17. prosinca 2006. David Hull je zamijenio basistu Toma Hamiltona, koji je morao ići na terapiju zbog raka grla.                                                     |
| 2007      | Aerosmith 2007 svjetska turneja | Prva turneja sastava po Južnoj Americi u 14 godina i prva turneja po Europi u 8 godina. Sastav će vjerojatno nastupati i u Sjevernoj Americi u kasnijem dijelu turneje. Turneja će vjerojatno biti potpora novom albumu koji se očekuje 2007.                                                            |

## Važniji koncerti nastupi
- 11-6-1970: Prva gaža: Nipmuc Regional srednja škola u Mendonu, Massachusetts
- 8-24-1971: Brad Whitford svira prvu gažu s Aerosmithom u Brownsvilleu, Vermont, zamjenjujući Raya Tabanoa
- 8-5-1972: Potpisivanje sastava: Clive Davis potpisuje Aerosmith Columbia Recordsu na gaži u Max's Kansas City u New Yorku
- 7-4-1978: Live Texas Jam '78 - kasnije izdan na VHS-u
- 2-21-1990: "Wayne's World" skeč na Saturday Night Live; Izvedba "Monkey On My Back" i "Janie's Got a Gun"
- 8-19-1990: Aerosmith svira Castle Donnington s Jimmyjem Pageom
- 9-18-1990: Aerosmithov MTV Unplugged nastup prenesen televizijom
- 12-3-1991: Nastup za MTV-jevu 10. obljetnicu
- 1993: Izvedbe "Dude (Looks Like a Lady)" i "Shut Up and Dance" u Wayne's World 2
- 10-12-1993: Izvedbe "Cryin'" i "Sweet Emotion" na Saturday Night Live; sastav se također pojavio u mnogim skečevima
- 8-13-1994: Sastav nastupa na Woodstock '94
- 11-26-1994: Sastav nastupa na MTV Europe koncertu za Dan zahvalnosti
- 12-19-1994: Nastup u Mama Kin's Music Hall u Bostonu, prijenos na radio postajama
- 4-4-1998: Izvedba pjesme "Pink" na Nickelodeon's Kid's Choice Awards
- 9-9-1999: Izvedba pjesme "Walk This Way" s Kid Rockom i Run-DMC na MTV Video Music Awards
- 1-1-2000: Izvedba pjesme "I Don't Want to Miss a Thing" iz Osakae, Japan na ABC's New Year's Eve Millennium Celebration
- 1-28-2001: Super Bowl XXXV nastup u poluvremenu u Tampa, Florida s Britney Spears, 'N Sync, Mary J. Blige i Nelly
- 3-19-2001: Nastup na primanju u Rock and Roll Hall of Fame
- 10-21-2001: Nastup na United We Stand: What More Can I Give dobrotvornom koncertu u Washingtonu
- 9-4-2003: Nastup na početku NFL sezone Washingtonu
- 12-31-2003: Izvedba pjesme "Fever" na Dick Clark's New Year's Rockin' Eve
- 2-1-2004: Sastav predvodi slavlje prije Super Bowl XXXVIII u Houston, Texas
- 6-4-2004: You Gotta Move special za A&E; kasnije izdan na DVD-u
- 7-4-2006: Steven Tyler i Joe Perry nastupaju s Boston Pops Orchestra za Dan nezavisnosti; prijenos na CBS-u